# Diocesi di Miseno

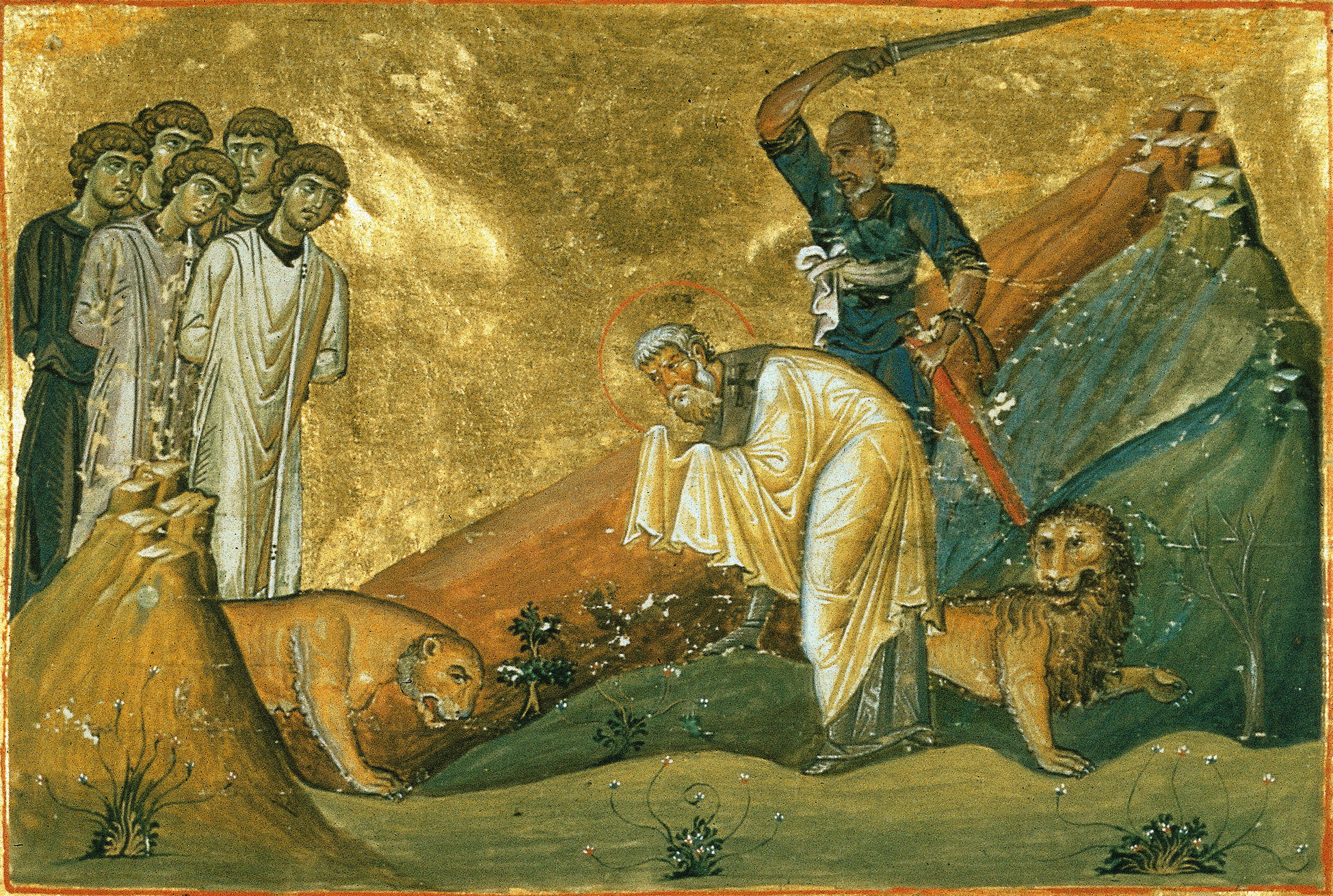
Morte di san Gennaro e dei martiri puteolani, tra cui Sossio di Miseno, nel menologio di Basilio.

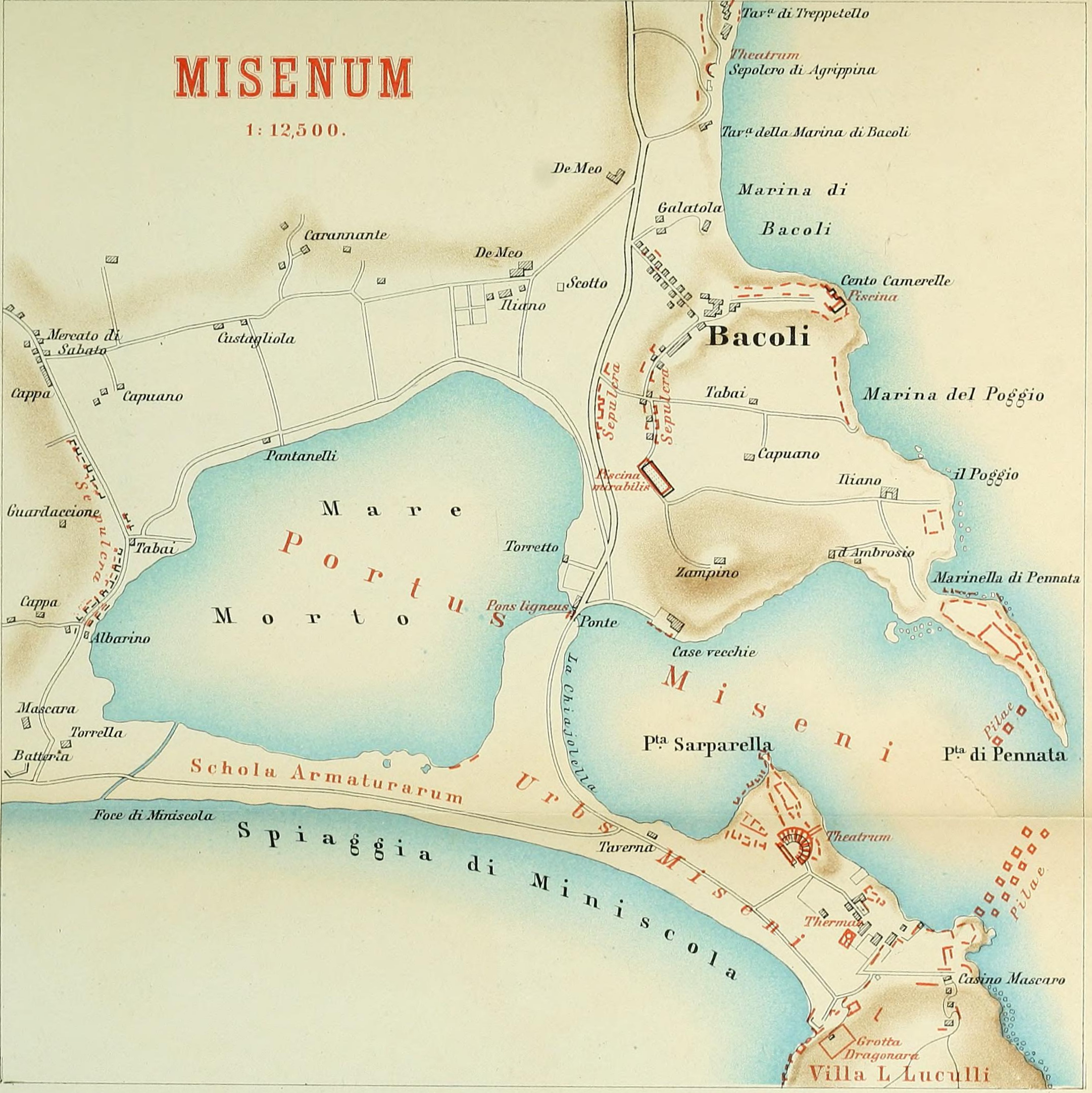
Mappa dell'antica Miseno.

La diocesi di Miseno (in latino: Dioecesis Misenensis) è una sede soppressa e sede titolare della Chiesa cattolica.

## Storia
Miseno è un'antica sede episcopale della Campania, sorta attorno al culto del martire san Sossio.
Secondo la testimonianza di Quodvultdeus di Cartagine, all'epoca di papa Leone I, tra il 444 e il 449, Floro, ex vescovo di Miseno, cercò di rioccupare la propria sede episcopale, spacciandosi come successore di San Sossio, dotato del potere di fare miracoli; fu arrestato dal prete Eterio e, su ordine del vescovo napolitano Nostriano, bandito dalla regione. Questo Floro viene identificato con l'omonimo vescovo, menzionato senza indicazione della sede di appartenenza, che nel 418 venne deposto da papa Zosimo, assieme ad altri vescovi italiani, per aver aderito all'eresia pelagiana. Floro è il primo vescovo documentato di Miseno e, se l'identificazione proposta è corretta, documenterebbe l'esistenza della diocesi fin dall'inizio del V secolo.
Il successivo vescovo noto è Concordio, episcopus ecclesiae Misenatium, che figura tra i vescovi che presero parte ai concili celebrati a Roma nei primi anni di pontificato di papa Simmaco. Il suo nome appare negli atti dei concili del 23 ottobre e del 6 novembre, che lo storico tedesco Theodor Mommsen assegna rispettivamente agli anni 501 e 502. Nel concilio del 23 ottobre, convocato dal re Teodorico e che riabilitò definitivamente papa Simmaco, Concordio sottoscrisse al 18º posto gli atti tra Innocenzo di Ferentino e Vitale di Fondi. Nel concilio del 6 novembre, convocato da Simmaco e durante il quale furono prese misure per salvaguardare i beni della Chiesa e proibire la loro alienazione, Concordio figura al 44º posto nella lista delle sottoscrizioni, tra Felice di Nepi e Amando di Potenza.
Probabile successore di Concordio è Peregrino, che nell'estate del 517 fece parte, assieme a Ennodio di Pavia, della delegazione inviata a Costantinopoli da papa Ormisda nel contesto dello scisma acaciano; la delegazione non ebbe successo e fu costretta a fuggire dalla capitale imperiale. Durante il viaggio d'andata, la delegazione fu latrice di lettere per Doroteo di Tessalonica e Giovanni di Nicopoli.
A metà del VI secolo è noto il vescovo Costanzo, che fu destinatario di una lettera di papa Pelagio I datata tra settembre 558 e febbraio 559. Assieme a Vincenzo di Napoli e Gemino di Pozzuoli, ebbe l'incarico di risolvere la disputa sorta tra l'ecclesia Vulturnina e l'ecclesia Pariensis (presso Liternum ?), studiando la questione e mettendo per iscritto le decisioni prese, facendole applicare dal defensor Costantino.
Alla fine del VI secolo, la sede di Miseno era occupata dal vescovo Bennato, noto grazie all'epistolario di Gregorio Magno. Nel mese di marzo del 592 fu incaricato dal papa di visitare la Chiesa di Cuma, resasi vacante per la morte del vescovo, e di procedere all'elezione del nuovo vescovo, facendo attenzione che non venisse eletto un laico o un chierico non originario della città. Tuttavia il papa cambiò idea, e nel mese di luglio dello stesso anno affidò a Bennato la cura della diocesi di Cuma, unita a quella di Miseno, con il potere di gestire il patrimonio della Chiesa cumana e di ordinare i chierici, e con la facoltà di risiedere nell'una o nell'altra sede. Prima di marzo del 595 Bennato fece richiesta al papa di poter riavere Cicerio, ex schiavo della sua Chiesa, che si era fatto monaco e abitava in Sicilia; il papa, nel mese di marzo, scrisse al diacono Cipriano, rettore del patrimonio romano in Sicilia, con l'incarico di studiare la questione e, dopo attenta indagine, procedere a rinviare Cicerio a Miseno. Nel 598 Bennato si autoaccusò di gravi colpe, di cui si ignorano i contenuti; per questo motivo, prima di dicembre di quell'anno, fu deposto da Gregorio Magno, che nominò Fortunato di Napoli visitatore della Chiesa di Miseno per procedere alla nomina di un nuovo vescovo.
Per il VII secolo sono documentati due vescovi di Miseno. Massimo, Mesinati episcopo, figura tra i vescovi che presero parte al concilio lateranense del 649 indetto da papa Martino I per condannare l'eresia monotelita; il suo nome appare all'85º posto nella lista dei vescovi che parteciparono al concilio, tra Sapienzio di Nomento e Grazioso di Nepi. A questo concilio si trova anche Barbato di Cuma, chiaro indizio che a quest'epoca la sede cumana aveva riottenuto la sua autonomia. Il 27 marzo 680 papa Agatone convocò un altro concilio dove fu nuovamente condannata la teologia monotelita; Agnello di Miseno figura al 6º posto nella lista dei vescovi presenti al concilio, tra Pietro di Cuma e Gaudioso di Pozzuoli.
L'ultimo vescovo noto di Miseno è Felice, la cui epigrafe sepolcrale fu scoperta nel 1817 in località Torre di Cappella. Il testo tuttavia non riporta indicazione cronologiche precise, che possano aiutare a stabilire l'epoca del suo episcopato: si sa solamente che morì un 7 dicembre dopo 18 anni e 2 mesi di episcopato. Di certo questo vescovo visse prima della metà del IX secolo, epoca in cui la città di Miseno fu abbandonata dopo l'ennesima incursione dei Saraceni; anche la diocesi fu probabilmente soppressa nella stessa epoca e il suo territorio annesso a quello dell'arcidiocesi di Napoli.
Dal 1970 Miseno è annoverata tra le sedi vescovili titolari della Chiesa cattolica; dal 24 agosto 1977 il vescovo titolare è Gerhard Pieschl, già vescovo ausiliare di Limburg.

## Cronotassi dei vescovi
- Floro ? † (? - 418 deposto)
- Concordio † (prima del 501 - dopo il 502)
- Peregrino † (menzionato nel 517)
- Costanzo † (menzionato tra settembre 558 e febbraio 559)
- Bennato † (prima del 592 - prima di dicembre 598 deposto)
- Anonimo † (circa 599 - ?)
- Massimo † (menzionato nel 649)
- Agnello † (menzionato nel 680)
- Felice †

## Cronotassi dei vescovi titolari
- Walter Andrew Foery † (4 agosto 1970 - 31 dicembre 1970 dimesso)
- Remigio Ragonesi † (29 giugno 1971 - 27 maggio 1977 nominato vescovo titolare di Ferento)
- Mario Luigi Ciappi, O.P. † (10 giugno 1977 - 27 giugno 1977 nominato cardinale diacono di Nostra Signora del Sacro Cuore)
- Gerhard Pieschl, dal 24 agosto 1977